# ریکی توناتسی
ریکی توناتسی (ایتالیایی: Ricky Tognazzi؛ زادهٔ ۱ مهٔ ۱۹۵۵) یک کارگردان و بازیگر اهل ایتالیا است.
از فیلم‌ها یا برنامه‌های تلویزیونی که وی در آن نقش داشته است، می‌توان به فصلی از زندگی بزرگان، نُه، خانواده، شفق قطبی، سوءتفاهم‌های جزئی، اتاق‌خواب‌ها، مأموران آتش‌نشانی، افکار شیطانی، یک داستان ساده، اجساد ممتاز و کلید اشاره کرد.

## جوایز
- جایزه دیوید دی دوناتلو بهترین کارگردان (۱۹۹۰ و ۱۹۹۳)
- جایزه انجمن ملی فیلم ایتالیا بهترین کارگردان فیلم اول (۱۹۹۰)
- خرس نقره‌ای برای بهترین کارگردان (۱۹۹۱)